# Altena's Lokale Autobus Diensten
De Altena's Lokale Autobus Diensten (ALAD) is een voormalig vervoerbedrijf die vooral reed in het Land van Heusden en Altena. Het bedrijf werd in 1923 opgericht in het plaatsje Meeuwen en op 1 mei 1979 werd het bedrijf overgenomen door BBA.
Het vervoergebied van ALAD bestond vooral uit trajecten vanuit Sleeuwijk naar 's-Hertogenbosch, vanuit Gorinchem via de in 1961 geopende brug over de Merwede, naar Werkendam en vanuit Gorinchem via Wijk en Aalburg en via Dussen naar Heusden en 's-Hertogenbosch. Daarnaast was er een lijn vanuit Bokhoven via Engelen naar 's-Hertogenbosch. Die werd in 1971 opgenomen in de stadsdienst van 's-Hertogenbosch die in handen was van de BBA.
In 1979 werd het streekvervoer van ALAD door de BBA overgenomen. ALAD bestaat sindsdien alleen nog als touringcar-exploitant